# Pedro Afonso
Pedro Afonso är en kommun i Brasilien.   Den ligger i delstaten Tocantins, i den centrala delen av landet, 700 km norr om huvudstaden Brasília. Antalet invånare är 11 542.
Omgivningarna runt Pedro Afonso är huvudsakligen savann. Trakten runt Pedro Afonso är nära nog obefolkad, med mindre än två invånare per kvadratkilometer.